# Emylia Argan
Emylia Argan (Moravská Třebová; 5 de mayo de 1991) es una actriz pornográfica y modelo erótica checa.

## Biografía
Emylia Argan nació en mayo de 1991 en la modesta ciudad de Moravská Třebová, ubicada al este de Praga, en la región checa de Pardubice. Comenzó trabajando como estríper durante dos años, antes de iniciarse en el mundo del modelaje erótico. En mayo de 2012, con 21 años, debutó como actriz pornográfica. En enero de 2013 decidió parar de rodar nuevas escenas para dedicarse al negocio web y al modelaje, especialmente para el estudio SexArt, retomando las producciones en agosto de 2017.
Como actriz ha trabajado para estudios europeos como norteamericanos, entre ellos Viv Thomas, Porndoe, SexArt, Magma, Mile High, Mofos, Eromaxx Films, Nubiles, Doghouse, Evil Angel, Video Marc Dorcel, Pulse Distribution, Lesbea o Video Art Holland.
En 2018 recibió su primera nominación en los Premios XBIZ Europa en la categoría de Mejor escena de sexo lésbica, junto a Anie Darling, por Sensual Seductions. Un año más tarde, en 2019, sería nominada en los Premios AVN en la categoría de Mejor escena de sexo lésbico grupal en producción extranjera por su trabajo en Tina Sex Addict junto a Tina Kay y Ella Hughes.
Ha rodado más de 220 películas como actriz.
Alguno trabajos suyos son Caught Outdoors, Eager To Please, Girl Knows 23, Home Sweet Home, Kiss Me, Seduction, White Boxxx 33, XXX Fucktory o Yoga Temptations.

## Premios y nominaciones
| Año  | Ceremonia           | Resultado | Premio                                                       | Trabajo            |
| ---- | ------------------- | --------- | ------------------------------------------------------------ | ------------------ |
| 2018 | Premios XBIZ Europa | Nominada  | Mejor escena de sexo lésbica                                 | Sensual Seductions |
| 2019 | Premios AVN         | Nominada  | Mejor escena de sexo lésbico grupal en producción extranjera | Tina Sex Addict    |